# Leptochiton americanus
Leptochiton americanus är en blötdjursart som beskrevs av Kaas och Van Belle 1985. Leptochiton americanus ingår i släktet Leptochiton och familjen Leptochitonidae. Inga underarter finns listade i Catalogue of Life.